# Parish Church of Our Lady of Mount Carmel (Fgura)

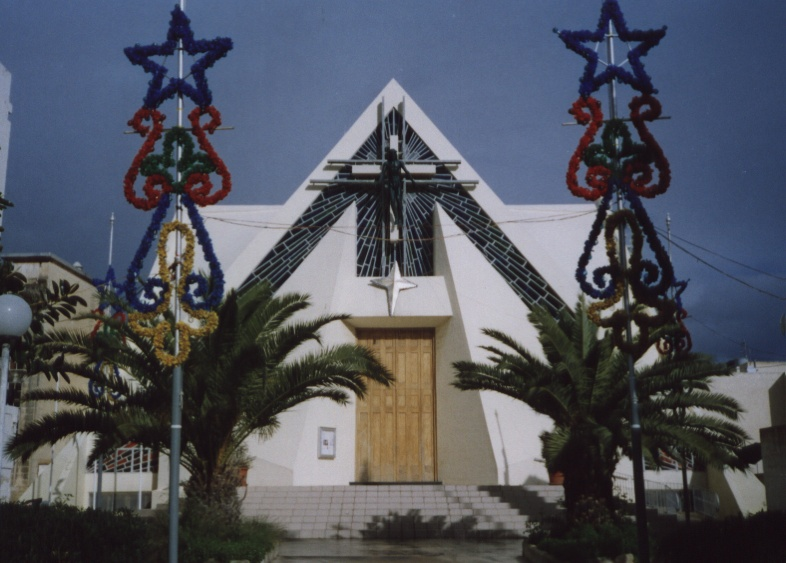
Die Kirchenfassade von Fgura

Die Parish Church of Our Lady of Mount Carmel ist die katholische Pfarrkirche des Ortes Fgura auf Malta, sie wurde in das Nationale Inventar der Kulturgüter der maltesischen Inseln aufgenommen.

## Geschichte
Bereits 1790 wurde in dem Dorf die kleine Kirche Our Lady of Mount Carmel gebaut. Den Neubau entwarf in den 1960er Jahren der Architekt Victor Muscat Inglott, die Statik berechnete der Ingenieur Godfrey Azzopardi. Ursprünglich war vorgesehen, einen freistehenden Bau zu errichten. Erst ab 1988 wurden die Pläne realisiert. Die Kirche wurde am 1. Februar 1990 geweiht und erhielt das Patrozinium Unserer Lieben Frau auf dem Berge Karmel.
Die Kirche ist auf quadratischem Grundriss im Stil der Moderne errichtet. Vier Stützen formen das Dach zu einem symmetrischen Kreuz. Sie ist seit dem 16. Dezember 2011 in das National Inventory of the Cultural Property of the Maltese Islands eingetragen.